# Sandra Borch

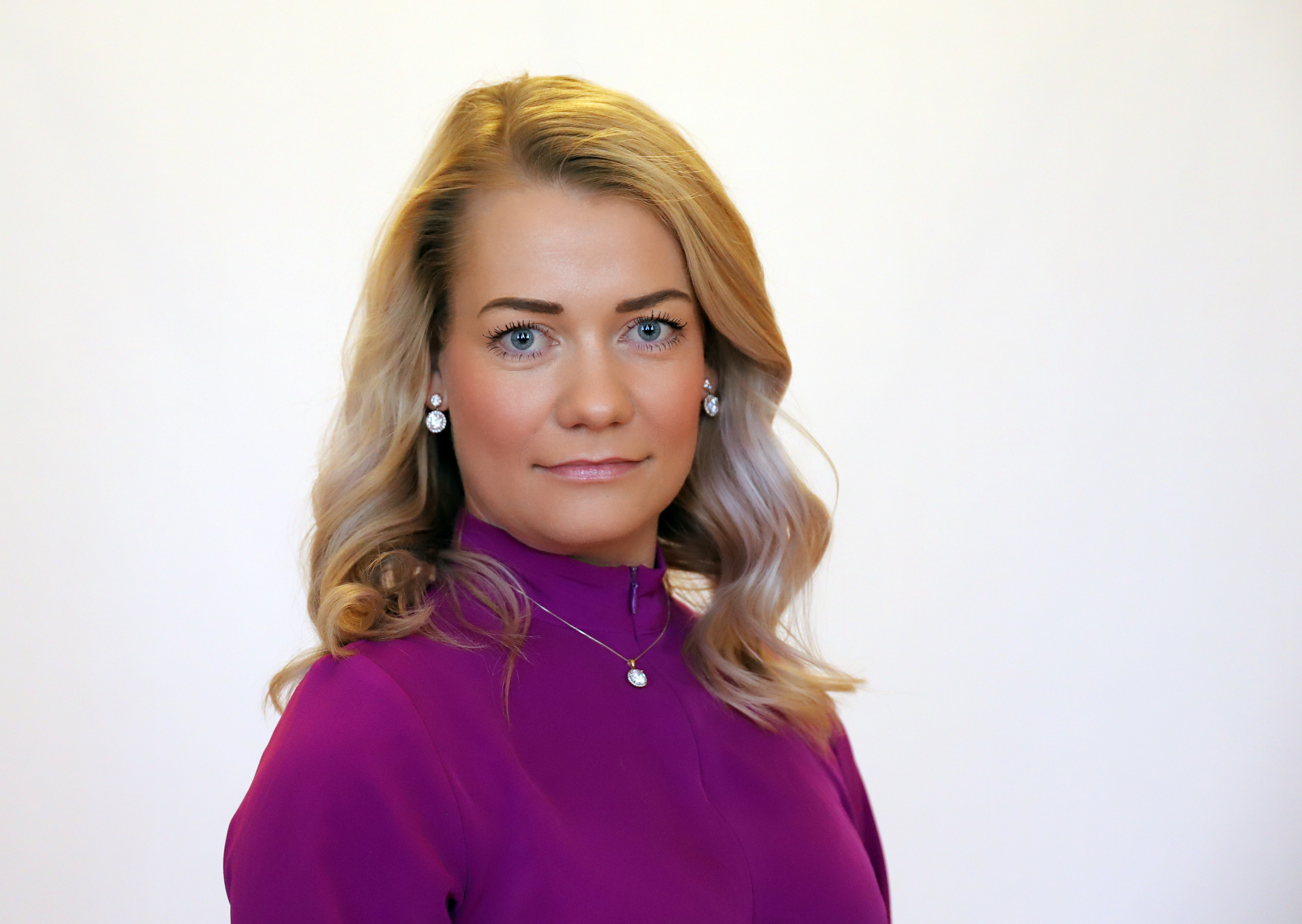
Sandra Borch, 2020

Sandra Konstance Nygård Borch (* 23. April 1988 in Lavangen) ist eine norwegische Politikerin der Senterpartiet (Sp). Seit 2017 ist sie Abgeordnete im Storting. Sie war von August 2023 bis Januar 2024 die Ministerin für Forschung und Hochschulbildung, zuvor war sie ab Oktober 2021 die Landwirtschafts- und Ernährungsministerin ihres Landes. Von 2011 bis 2013 war Borch Vorsitzende der Parteijugend Senterungdommen. 

## Leben
Borch stammt aus der Kommune Lavangen und hat samische Vorfahren. In den Jahren 2007 bis 2011 saß Borch im Kommunalparlament von Lavangen.

### Senterungdommen und Lokalpolitik
Zudem engagierte sie sich in der Sp-Parteijugend Senterungdommen, in der sie ab 2009 Mitglied im Vorstand war und von 2010 bis 2011 stellvertretende Vorsitzende. In den Jahren von 2011 bis 2013 stand sie der Senterungdommen schließlich vor. Während dieser Zeit kam es im Jahr 2012 zu einer Auseinandersetzung mit der damaligen Senterpartiet-Chefin Liv Signe Navarsete. Borch erklärte zuvor, dass Ola Borten Moe ein geeigneter Kandidat für den Parteivorsitz wäre, wenn Navarsete sich von ihrem Posten zurückziehen sollte, woraufhin sich Navarsete öffentlich wütend äußerte. Navarsete entschuldigte sich schließlich für ihr Vorgehen.
Bei der Fylkestingswahl 2011 zog Borch ins Fylkesting von Troms ein. Im Jahr 2012 erhielt sie einen im Jahr 2024 aberkannten Masterabschluss im Fach Rechtswissenschaften an der Universität Tromsø. Bei der Sametingswahl 2013 trat sie für ihre Partei im samischen Wahlkreis Gáisi an. Im Jahr 2015 wurde sie bei den Kommunalwahlen in das Kommunalparlament von Tromsø gewählt und sie begann in der Stadt als Juristin zu arbeiten.

### Stortingsabgeordnete und Ministerin
Borch zog bei der Parlamentswahl 2017 erstmals in das norwegische Nationalparlament Storting ein. Sie vertritt dort den Wahlkreis Troms und wurde Mitglied im Energie- und Umweltausschuss. Am 14. Oktober 2021 wurde sie zur Landwirtschafts- und Ernährungsministerin in der neu gebildeten Regierung Støre ernannt. Nachdem ihr Parteikollege Ola Borten Moe im Juli 2023 seinen Rücktritt als Forschungs- und Hochschulbildungsminister erklärte, ging Borch am 4. August 2023 in dieses Amt über. Ihr Nachfolger im Landwirtschafts- und Ernährungsministerium wurde Geir Pollestad.
Am 19. Januar 2024 wurde bekannt, dass ihre Masterarbeit aus dem Jahr 2014 Textpassagen aus anderen Arbeiten enthielt, ohne dass die Quellen entsprechend genannt worden waren. Sie erklärte daraufhin am selben Tag ihren Rücktritt als Ministerin für Forschung und Hochschulbildung. Am 23. Januar 2024 wurde mit Oddmund Løkensgard Hoel ihr Nachfolger ernannt. Nachdem sie aufgrund ihrer Regierungsmitgliedschaft ihr Mandat im Storting hatte ruhen lassen müssen und von Ivar B. Prestbakmo vertreten worden war, kehrte sie im Januar 2024 wieder ins Storting zurück. Dort wurde sie Mitglied im Justizausschuss. In Folge des Bekanntwerdens unterzog die Universität Tromsø die beanstandete Masterarbeit einer Prüfung. Im März 2024 bestätigte Borch, dass die Universität Tromsø ihr den Masterabschluss aberkannte.

## Fernsehauftritte
Im Jahr 2019 nahm Borch an der bei TV 2 ausgestrahlten Tanzshow Skal vi danse teil. Sie war bereits davor Teil verschiedener TV-Produktionen wie Haterne.